# Гіпопіон
Гіпопіон — накопичення гнійного ексудату в передній камері ока. Як правило супроводжується почервонінням кон'юнктиви і епісклери. Гіпопіон є ознакою запалення передніх відділів судинної оболонки ока (передній увеїт), панувеїту, панофтальміту, хвороби Бехчета. Ексудат осідає на дні ока під дією сили тяжіння.